# Ігера-де-Калатрава
Ігера-де-Калатрава (ісп. Higuera de Calatrava) — муніципалітет в Іспанії, у складі автономної спільноти Андалусія, у провінції Хаен. Населення — 657 осіб (2010).
Муніципалітет розташований на відстані близько 290 км на південь від Мадрида, 31 км на захід від Хаена.

## Демографія
Динаміка населення (INE ):